# جرينلاند الملكية
جرينلاند الملكية (بالإنجليزية: Royal Greenland)‏، هي شركة متخصصة في صيد السمك في جرينلاند، تأسست عام 1990 عندما انفصلت عن شركة كالاليت نيويرفيات المعروفة الآن بشركة جرينلاند للتجارة، ولكنها ما زالت مملوكة لحكومة جرينلاند.